# Petrila
Petrila (pronúncia em romeno: [peˈtrila]; húngaro: Petrilla) é uma cidade localizada no Vale de Jiu, Distrito de Hunedoara, Transilvânia, Romênia. Está perto da confluência dos rios Jiul de Est, Taia e Jiet.
A cidade administra quatro vilas: Cimpa (Csimpa), Jiet (Zsiec), Răscoala (Reszkola) e Tirici.
O atual prefeito é Ilie Păducel.

## História
Petrila, a cidade romena localizada nos Cárpatos, é uma habitação antiga, mas sua existência só começou a ser documentada em 1493, em uma carta de doação entre Vladislau II, Rei da Hungria, e um Príncipe romeno de nome Mihai Cande.[carece de fontes?]
A cidade foi batizada em 1733. O nome vem da palavra latina "petrinus" ("pietros" em romeno), que pode ser traduzida como "de pedra," devido aos grandes depósitos de carvão que se tornaria um produto de exportação lucrativo durante a Revolução Industrial. Essa exploração fez com que a economia da cidade não se diversificasse. As operações de mineração começaram em 1840, mas a cidade continuaria a ser pouco populosa até a chegada dos trabalhadores vindos da Moldávia, que foram obrigados a realocarem por causa do presidente romeno Nicolae Ceausescu. A reestruturação da economia desde a Revolução Romena de 1989 resultou na queda de produção e abastecimento na região, incluindo Petrila.[carece de fontes?]
Recentemento, foi palco do disastre da Mina de Petrila. Em 15 de novembro de 2008, duas explosões causadas por gás metano mataram pelo menos 12 pessoas. Não é a primeira vez que isso ocorre, e um incidente similar aconteceu em 2001.

## População
Em senso de 2011, a população era de 21,373. Desses, 93,97% são romenos, 4.9% são húngaros e 0.73% são ciganos.

## Pessoas notáveis
- Ludovic Bács (1930-2015), compositor
- Ferenc Doór (1918–2015), pintor
- Alexandru Hrisanide (1936–2018 ), compositor
- Josef Kappl (b. 1950), músico (rock)
- Horațiu Lasconi (b. 1963), jogador de futebol
- Ion Dezideriu Sîrbu (1919–1989), filósofo e novelista
- Maria von Tasnady (1911–2001), atriz
- Daniel Timofte (b. 1967), jogador de futebol